# Георги Брадистилов
Георги Делчев Брадистилов е български учен, бивш ректор на ВМЕИ в София, доктор на математическите науки, професор, член-кореспондент на БАН.

## Биография
Георги Брадистилов е роден на 12 октомври 1904 г. стар стил в град Панагюрище, като е най-малкото дете в многодетното семейство на учителката Нона Георгиева Брадистилова (родена Мотекова) и висшия служител в Министерството на финансите Делчо Петков Брадистилов. Негов чичо е генерал Стою Брадистилов, а художничката Олга Брадистилова е негова първа братовчедка. През 1923 г. той завършва Трета софийска гимназия и в същата година е приет за студент в Софийския университет.

### Образование и професионален стаж
Георги Брадистилов завършва през 1927 година специалност математика в Софийски университет „Св. Климент Охридски“. През 1931 – 1932 г. специализира в Сорбоната при Жак Адамар и Ели Картан, а през 1937 – 1938 г. – в Мюнхенския университет при Арнолд Зомерфелд и Константин Каратеодори. През 1938 г. защитава докторат в Мюнхенския университет. През 1958 г. защитава в Софийския университет дисертация за звание „доктор на математическите науки“.

### Преподавателска и научна дейност
Софийски университет „Климент Охридски“: редовен асистент, частен доцент (1940) по диференциално и интегрално смятане.
Постъпва в Държавната политехника през 1943 като извънреден професор и ръководител на Катедра „Приложна математика“, редовен професор по „Висша математика“ (1945).
След разделянето на Държавната политехника остава в Машинно-електротехническия институт като ръководител на Катедра „Висша математика“ (1953 – 1971).
Избран за член-кореспондент на БАН през 1967 г.
Основни области на научна и преподавателска дейност: висша математика, нелинейни диференциални уравнения и техните приложения в механиката и техниката, нелинейни трептения и устойчивост, електростатичен потенциал. Основоположник на национална научна школа по нелинейните трептения, както и на редица приложни клонове на висшата математика.

### Научно творчество
Автор на над 100 публикации (15 в чужбина), (и като съавтор) на основните учебници и ръководства по висша математика за инженери (около 40) и на книгите:
- „Матрично смятане“,
- „Операционно смятане“.

### Награди
Награди: орден „Кирил и Методий“ I степен (1957, 1963), орден „Червено знаме на труда“ (1959), орден „Народна република България“ (1964), звание „Народен деятел на науката“ (1974), почетен член на Съюза на математиците в България (1975).

### Управленска дейност
През 1945 – 1947 проф. Брадистилов е декан на Строителния факултет на Държавната политехника, а през 1947 – 1948 е неин ректор.
През 1962 – 1966 е ректор на Машинно-електротехническия институт, преименуван през 1965 на Висш машинно-електротехнически институт.

## Памет
На професор Георги Брадистилов е наречена улица в квартал „Студентски град“ в София (Карта).